# آندریاس هاگلوند
آندریاس هاگلوند (انگلیسی: Andreas Hagelund; ۱۵ نوامبر ۱۸۸۱ – ۱۹ سپتامبر ۱۹۶۷) ژیمناست هنری اهل نروژ بود.